# Markéta Zlesáková
Markéta Zlesáková (* 8. června 1976 Praha) je akademická malířka a grafička. V roce 2004 získala diplom na Akademii výtvarných umění v Praze za odborné asistence docenta Lindovského. Pobývala v Lísce u České Kamenice, nyní žije a pracuje v Červené Hoře.

## Tvorba
Její výtvarný směr je hlavně zaměřen na nástěnné malby a tapety, pracuje s technikami jako je sítotisk, olej na plátně nebo akvarel. Pro její tvorbu je typická výrazná a hustá vegetace, která diváka vtáhne doprostřed obrazu, kde je obklopen pralesem. Mezi další inspirace patří i orientální ornamenty a všední život. Její hlavní inspirací je Nový Zéland a Tongánské království, kde strávila rok. Nevěnuje se jen malbám s přírodní tematikou, ale navrhuje i geometrické dekory na textil, keramické kachle a grafiky. Její tvorba se stále pohybuje na pomezí volného umění a užitého textilního umění.
Dlouhodobě se zabývá tématem Okna jako topografického prostoru s takřka neomezeným prostorem pro fantazii a barvu. Koncept průhledů z místnosti ven nebo naopak vně do uzavřeného prostoru se datuje od dob jejího ukončení Akademie výtvarných umění v roce 2004. K jejím nejrozsáhlejším cyklům patří „Kamufláže“ a „Paměť I.–VI.“
Časovou linii inspirace můžeme pozorovat od venkovské podhorské krajiny Severních Čech, přes Thajsko a Maroko po prales na Borneu, který spojuje důležitý element – autorčina paměť. Způsob jakým Markéta vyjadřuje svůj vizuál není jednotný, od malířské obrazové struktury, přes konstrukční schémata, bitmapy digitálního rastru po prvky geometrické abstrakce, proměňuje ve vegetaci a výjevy stojíc na hraně snu a skutečnosti. Imaginární příběh a racionální technické pojetí obrazu dává obrazům neskutečnou vizuální přitažlivost.
Výsledky její práce jsou zastoupeny v Národní galerii v Praze, na Ministerstvu zahraničních věcí v Praze, v Alšově Jihočeské galerii v Hluboké nad Vltavou a v Klicperově divadle v Hradci Králové.

## Ocenění
- 2003/2004 Ateliérová cena AVU[1]